# Obergurig
Obergurig (szorb nyelven Hornja Hórka) település Németországban, azon belül Szászország tartományban. Lakosainak száma 2046 fő (2023. december 31.). Obergurig Bautzen és Großpostwitz/O.L. községekkel határos.

## Népesség
A település népességének változása:
| Lakosok száma | 2095 | 2066 | 2101 | 2058 | 2046 |
|               | 2017 | 2019 | 2021 | 2022 | 2023 |